# کاران
در سده‌های آغازین اسلامی، منطقه‌ای با نام کُران، کاران یا کاریان به عنوان آخرین ایستگاه کاروان‌های بازرگانی به سمت «سیراف» معرفی شده است. محل این منطقه جایی در استان بوشهر ایران است. جغرافی نویسان مسلمان تا سده ششم هجری از این توقفگاه یادکرده‌اند و در متون تاریخی نیز گاه به گاه از آن نامی‌برده شده است. محل دقیق «کُران» تاکنون بر ما ناآشکار مانده بود. پژوهشگران درون و برون‌مرزی که پیرامون «سیراف» و بازرگانی دریاییِ آن، نوشتارهای پرشماری به چاپ رسانده‌اند، تنها به یادکرد نام این منطقة مهم بسنده نموده‌اند.
در پی پژوهش میدانی بازمانده‌های چند نیایشگاه دورة اشکانی و ساسانی در منطقه یافت شده است.
«کُران» به عنوان پس کرانه «سیراف» موقعیت مهمی در بازرگانی دریاییِ ایران داشته و در طول تاریخ، نشیب و فرازهای بسیاری به خود دیده است.